# VTV1
VTV1 es un canal de televisión de Vietnam.
Lanzado el 7 de septiembre de 1970, es una estación de transmisión de 24 horas de contenido general, como la cultura, temas de actualidad, películas, educación...
Del 15 de junio de 2011, la estación ha transmitido 24 horas de contenido de noticias, actualizado a diario desde el interior hacia el mundo.
En idiomas utilizados son el vietnamita y el inglés y el francés en programas específicos.